# 까마우 공항
까마우 공항(베트남어: Sân bay Cà Mau, 哥毛空港, IATA: CAH, ICAO: VVCM)은 베트남 까마우 성 까마우에 있는 공항이다. 시내 중심부로부터 2km 떨어져 있으며 택시로 약 5분~8분이 걸린다.

## 운항 노선

### 국내선
| 항공사      | 목적지 |
| ----------- | ------ |
| 베트남 항공 | 호치민 |

## 같이 보기
- 베트남의 공항 목록